# Max Holzman
Max Holzman (lit. Maksas Holcmanas; ur. 7 października 1889 w Obornikach, zm. w lipcu 1941 w Kownie) – niemiecki i litewski przedsiębiorca, właściciel kowieńskiej księgarni Pribačis, szef wydawnictwa o tej samej nazwie, mąż Heleny Holzman. 

## Życiorys
Urodził się w rodzinie ziemiańskiej w Wielkopolsce, jego ojciec był pruskim sędzią okręgowym. W czasie I wojny światowej walczył na froncie wschodnim, przebywał m.in. w okupowanym przez Niemców Kownie, gdzie zapoznał się z jego żydowską kulturą. Po osiedleniu się w stolicy Litwy otworzył przy Al. Wolności 78 filię należącej do jego rodziny wrocławskiej księgarni Priebatsch, w której sprzedawano literaturę francuską, angielską i niemiecką. Zajmował się również wydawaniem podręczników do nauki języka niemieckiego i francuskiego dla szkół litewskich. W 1940 roku przedsiębiorstwo Holzmana upaństwowiły władze radzieckie, a on sam znalazł się na liście do wywózki na Sybir, jednak w wyniku wkroczenia wojsk niemieckich do Kowna udało mu się jej uniknąć. Pod koniec czerwca 1941 został aresztowany przez Niemców i zamordowany najprawdopodobniej w jednym z fortów kowieńskiej twierdzy.